# Murad Ramazanow
Murad Ramazanov, mk. Мурад Рамазанов (ur. 19 kwietnia 1974 w Chasawjurt) – rosyjski i od 2005 roku macedoński zapaśnik, olimpijczyk.

## Kariera sportowa
Brał udział w igrzyskach w Sydney 2000 jako reprezentant Rosji oraz w Pekinie 2008 jako reprezentant Macedonii. W obu zajął 7. miejsce. Trzykrotny uczestnik Mistrzostw Świata, 8. miejsce w 2007. Sześć razy wystąpił w Mistrzostwach Europy. Złoty medalista z 2000, brązowy w 2005 i 2007.
Trzecie miejsce w Pucharze Świata w 2001.
Brązowy medalista Igrzysk Wojskowych w 1999 i srebrny wojskowych MŚ w 2002. Brązowy medalista Igrzysk Dobrej Woli w 1998 roku.
Mistrz Rosji w 2000, drugi w 1999, 2001 i 2004, trzeci w 2002 roku.

### Letnie Igrzyska Olimpijskie 2000 w Sydney
| Konkurencja           | Runda eliminacyjna         | Runda eliminacyjna      | Runda eliminacyjna | Ćwierćfinały                   | Półfinały                      | Finał                          | Klas. końcowa |
| Konkurencja           | Przeciwnik I               | Przeciwnik II           | Przeciwnik III     | Ćwierćfinały                   | Półfinały                      | Finał                          | Miejsce       |
| --------------------- | -------------------------- | ----------------------- | ------------------ | ------------------------------ | ------------------------------ | ------------------------------ | ------------- |
| -58 kg w stylu wolnym | Damir Zakhartdinov (UZB) W | Octavian Cuciuc (MDA) L | walkower           | → Odpadł z dalszej rywalizacji | → Odpadł z dalszej rywalizacji | → Odpadł z dalszej rywalizacji | 7.            |

### Letnie Igrzyska Olimpijskie 2008 w Pekinie
| Konkurencja           | Runda eliminacyjna     | Runda eliminacyjna   | Runda eliminacyjna        | Ćwierćfinały           | Półfinały                      | Finał                          | Klas. końcowa |
| Konkurencja           | Przeciwnik I           | Przeciwnik II        | Przeciwnik III            | Ćwierćfinały           | Półfinały                      | Finał                          | Miejsce       |
| --------------------- | ---------------------- | -------------------- | ------------------------- | ---------------------- | ------------------------------ | ------------------------------ | ------------- |
| -60 kg w stylu wolnym | Tevfik Odabaşı (TUR) W | Kim Jong-Dae (KOR) W | Zəlimxan Hüseynov (AZE) L | Mawlet Batirow (RUS) L | → Odpadł z dalszej rywalizacji | → Odpadł z dalszej rywalizacji | 7.            |